# Kassimow
Kassimow (russisch Касимов) ist eine Stadt in der Oblast Rjasan (Russland) mit 33.491 Einwohnern (Stand 14. Oktober 2010).

## Geografie
Die Stadt liegt im Ostteil der Meschtschoraniederung etwa 150 km nordöstlich der Oblasthauptstadt Rjasan und 260 Kilometer südöstlich von Moskau am linken Ufer der Oka, eines rechten Nebenflusses der Wolga.
Kassimow ist der Oblast administrativ direkt unterstellt und zugleich Verwaltungszentrum des gleichnamigen Rajons.

## Geschichte

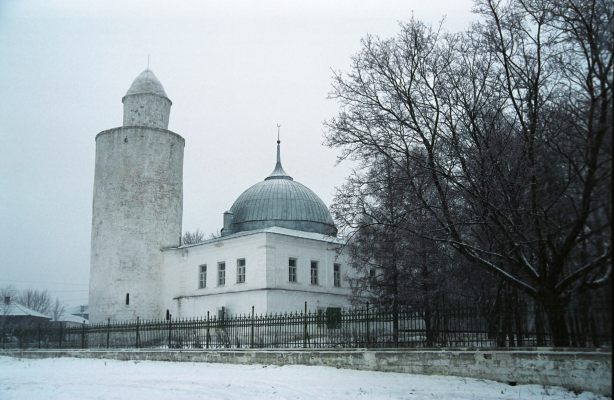
Moschee und Minarett in Kassimow

Die Stadt wurde 1152 von Juri Dolgoruki als Gorodez-Meschtschorski als Grenzfestung des Fürstentums Wladimir-Susdal gegründet.
1376 wurde die Stadt von Truppen der Goldenen Horde zerstört, in Folge jedoch in der Nähe als Nowy Nisowy Gorod (Neue Niederungsstadt) wieder aufgebaut.
1471 wurde die Stadt in Kassimow umbenannt, nachdem sie 1452 der Moskauer Großfürst Wassili II. dem 1446 von der Goldenen Horde in Moskauer Dienste übergetretenen Tatarenfürsten Qasıym (russische Schreibweise Касим/Kassim) als Lehen übergeben hatte. Bis 1681 blieb Kassimow unter mehreren tatarischen Dynastien Zentrum des autonomen Kassim-Khanats (tatarisch Касыйм ханлыгы/Qasıym xanlığı). Unter Peter I. verlor die Stadt ihre Unabhängigkeit und gehörte dann der Pereslawl-Rjasaner Provinz an. 1778 wurde das moderne Stadtrecht als Verwaltungszentrum eines Kreises (Ujesds) des Gouvernements Rjasan verliehen. In der ersten Hälfte des 19. Jahrhunderts begann sich in der Stadt eine auf der lokalen Fischerei basierende Industrie zu entwickeln. Die Volkszählung von 1897 ergab, dass noch etwa ein Sechstel der Bevölkerung tatarischer Muttersprache war. 1929 wurde Kassimow ein Verwaltungszentrum des Kassimower Bezirkes im Bestand des Moskauer Gebiets, und 1937 ging der Bezirk in das Rjasaner Gebiet ein.

### Bevölkerungsentwicklung
| Jahr | Einwohner |
| ---- | --------- |
| 1897 | 13.547    |
| 1926 | 13.000    |
| 1939 | 22.198    |
| 1959 | 27.855    |
| 1970 | 33.066    |
| 1979 | 34.216    |
| 1989 | 37.521    |
| 2002 | 35.816    |
| 2010 | 33.491    |
| 2019 | 29.700    |

Anmerkung: Volkszählungsdaten (1926 gerundet)

## Kultur und Sehenswürdigkeiten

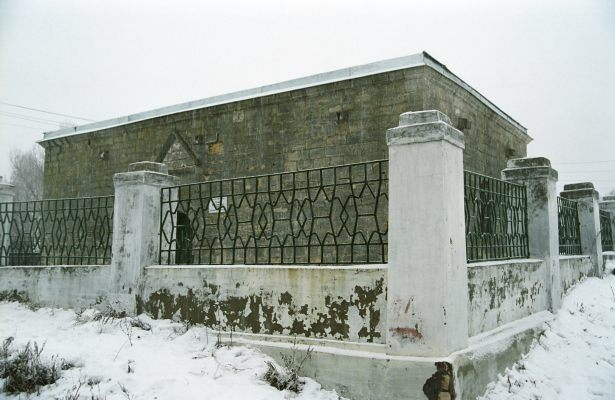
Das Mausoleum von Shah Ali Khan

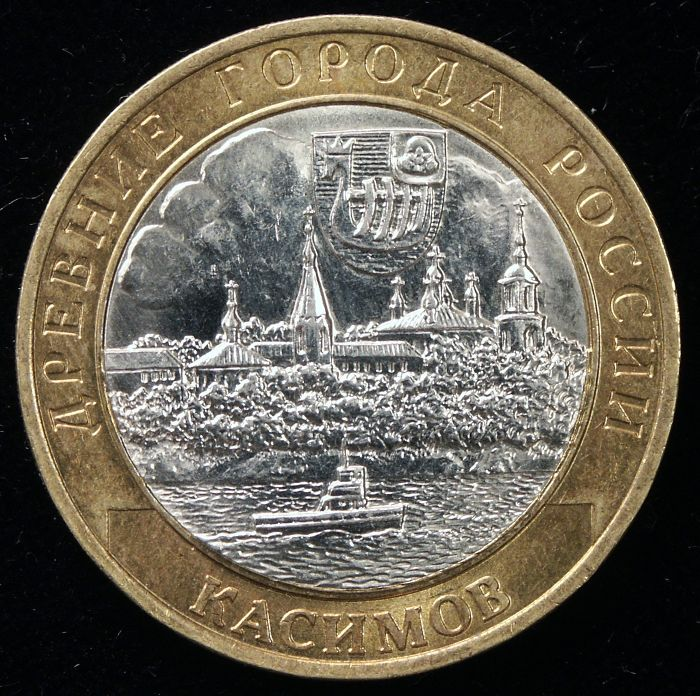
Kassimow auf einer russischen Münze von 2003

Auf Grund seiner Geschichte ist Kassimow die am weitesten in Zentralrussland liegende Stadt mit historischen islamischen Bauwerken. In der Stadt ist eine Moschee aus dem 18. Jahrhundert, errichtet auf Grundmauern aus dem 15. Jahrhundert, mit Minarett aus dem 15. bis 16. Jahrhundert, umgebaut 1740, erhalten. Hier stehen auch die Mausoleen von Şahğäli Xan (Shahghali Khan, Shah Ali Khan) von 1555 mit Minarett sowie Äfğan Möxämmäd (Afgan Muhammed Sultan) von 1658.
Auch russisch-orthodoxe Kirchen sind erhalten: die Himmelfahrtskathedrale (Вознесенский собор/Wosnessenski sobor) aus dem 19. Jahrhundert sowie die Kirche der Erscheinung des Herrn (Богоявленская церковь/Bogojawlenskaja zerkow), die Nikolaikirche (Никольская церковь/Nikolskaja zerkow) und die Dreifaltigkeitskirche (Троицкая церковь/Troizkaja zerkow) aus dem 18. Jahrhundert.
Kassimow besitzt ein Heimatmuseum.

## Wirtschaft und Infrastruktur
In Kassimow gibt es eine Fabrik für Fischernetze, entstanden auf Basis einer Seilfabrik von 1853, welche bis zu einem Drittel der für die Seefischerei Russlands benötigten Netze herstellt, Betriebe für Buntmetallverarbeitung, des Gerätebaus, für Kältetechnik sowie eine Schiffsreparaturwerft.
Die Stadt ist Endpunkt einer 69 Kilometer langen Eisenbahnstrecke, die bei der Station Uschinski von der Strecke Moskau–Rjasan–Rusajewka–Sysran abzweigt. Der Bahnhof befindet sich acht Kilometer südwestlich der Stadt am gegenüberliegenden, rechten Ufer der Oka, welche westlich der Stadt von einer Straßenbrücke überquert wird. Eine frühere Brücke in der Nähe des Stadtzentrums wurde in den 1990er Jahren abgerissen.
Kassimow ist Endpunkt der Regionalstraßen R105 von Ljuberzy bei Moskau über Spas-Klepiki, R124 von Schazk und R125 von Nischni Nowgorod über Murom.

## Söhne und Töchter der Stadt
- Anna Hansen (1869–1942), Übersetzerin skandinavischer Schriftsteller
- Sara Schakulowa (1887–1964), Mathematikerin
- Frol Koslow (1908–1965), sowjetischer Politiker
- Jewgeni Markin (1938–1979), Dichter (geboren im nahen Dorf Kletino)
- Swetlana Mysina (* 1941), Chemikerin und Hochschullehrerin
- Alexander Makarow (* 1951), Leichtathlet